# Sociedade Botânica do Brasil
A Sociedade Botânica do Brasil (SBB) é uma associação científica, cultural e educacional. Foi criada em 9 de janeiro de 1950 e é considerada uma associação civil sem fins lucrativos que congrega botânicos estudantes, profissionais, amadores e simpatizantes de todo o país e do exterior.

## Objetivos
Desenvolver a Botânica e ciências correlatas, visando à ampliação do conhecimento sobre a flora brasileira, o incentivo à formação de recursos humanos em Botânica, bem como fornecer subsídios, dados e parâmetros para a tomada de decisões e políticas de meio-ambiente que envolvam os diferentes ecossistemas do Brasil e sua cobertura vegetal.

## Ataque Hacker a site
Em 2019, o site da Sociedade Botânica sofreu um ataque Cibernético, onde, segundo técnicos, houve uma perda grande de dados, porém na mesma semana a falha foi corrigida.[carece de fontes?]

## Ações
- Além de congregar pessoas e instituições interessadas no progresso e difusão da Botânica, a SBB promove, periodicamente, simpósios, seminários, encontros, fóruns reuniões científicas e técnicas, e especialmente, um Congresso Nacional anual.[1]

- A Sociedade também participa de diferentes fóruns, levando a opinião dos botânicos, e contribuindo para a elaboração de propostas e de políticas públicas.[1]

## Acta Botanica Brasilica
Outro importante papel da SBB é editar e publicar trabalhos especializados em Botânica, no periódico oficial da Sociedade, a Acta Botanica Brasilica.

## Congresso Nacional de Botânica
O Congresso Nacional de Botânica, editado anualmente desde janeiro de 1950, em diferentes pontos do país, congrega profissionais, estudantes e dirigentes de entidades e órgãos ligados à Botânica e ciências afins, para apresentação de trabalhos e discussão de diferentes temas ligados à área, e a todas as subáreas.